# Choi Sang-seon
Choi Sang-seon (ur. 13 lutego 1972) – południowokoreański zapaśnik w stylu klasycznym. Dwukrotny olimpijczyk. Dziewiąty w Atlancie 1996 i jedenasty w Sydney 2000. Startował w kategorii 62–63 kg.
Dwukrotny uczestnik mistrzostw świata, zdobył brązowy medal w 1998. Złoto na igrzyskach azjatyckich w 1994 i 1998. Zdobył trzy złote medale mistrzostw Azji, w 1995, 1996 i 1997. Drugi w Pucharze Świata w 1997 roku.